# Kim Woo-hyung
Kim Woo-hyung (* 1969) ist ein südkoreanischer Kameramann.
Sein koreanischer Name 김우형 wird als Kim Woo-hyung, Kim Woo-hyeong, Kim Woo Hyeong oder Kim U Hyeong transkribiert.

## Leben und Werk
Kim Woo-hyung absolvierte ein Cinematographie-Studium an der London Film School (LFS). Seine Karriere beim Film startete er im folgenden Jahr 1996 als Camera Operator in dem Kurzfilm Mail Bonding des italienischen Dokumentarfilmers Vincenzo De Cecco (* 1971), der im selben Jahr sein Studium an der LFS abgeschlossen hatte. Sein erster Auftrag als Director of Photographie war der koreanische Film Zeitlos, bodenlos schlechter Film (1997) von Jang Sun-woo. Seitdem war er an über 25 Filmen als Kameramann beteiligt.
Die BBC-Serie Die Libelle bedeutet seine erste Zusammenarbeit mit dem Regisseur Park Chan-wook und seine erste Arbeit mit einem europäischen Produktionsteam. Kim kannte den Regisseur zwar bereits seit 2009 von einem in Kanada geplanten Filmprojekt, das aber nicht realisiert wurde.
Kim wurde bisher vor allem in Asien ausgezeichnet. Er hat 13 Filmpreise gewonnen und wurde für 15 weitere nominiert. Für Die Libelle erhielt er 2019 einem BAFTA-Television-Award für Photography and Lighting.